# Otto Horn (Gewerkschaftsfunktionär)
Otto Horn (* 26. Juli 1905; † 31. März 1967) war ein österreichischer Gewerkschaftsfunktionär, Häftling im KZ Buchenwald und Parteifunktionär.

## Leben
Horn trat frühzeitig der Gewerkschaft seines Landes bei. 1937 kam er aus politischen Gründen in Haft. Nach dem „Anschluss Österreichs“ an das Deutsche Reich wurde er von 1939 bis 1945 im KZ Buchenwald interniert, wo er als Schreiber im Elektriker-Kommando fungierte. Er beteiligte sich am Häftlingswiderstand im Lager, in dem er u. a. den illegalen Empfang ausländischer Rundfunk-Nachrichten technisch vorbereitete. Horn war Mitglied des Internationalen Lagerkomitees (ILK).
Nach dem Aufstand der Häftlinge und der Befreiung des KZ Buchenwald durch die 3. US-Armee verabschiedete er am 16. Mai seine österreichischen Kameraden bei ihrer Rückkehr in die Heimat. Horn wurde Mitglied im Politbüro des Zentralkomitees der Kommunistischen Partei Österreichs (KPÖ) und war ein führender Gewerkschaftsfunktionär.

## Veröffentlichung
- Zwanzig Jahre Österreichischer Allgemeiner Gewerkschafts-Bund, Wien : Stern-Verl. Ges., 1965